# Iridomyrmex purpureus
Iridomyrmex purpureus är en myrart som först beskrevs av Smith 1858.  Iridomyrmex purpureus ingår i släktet Iridomyrmex och familjen myror. Inga underarter finns listade i Catalogue of Life.

## Bildgalleri

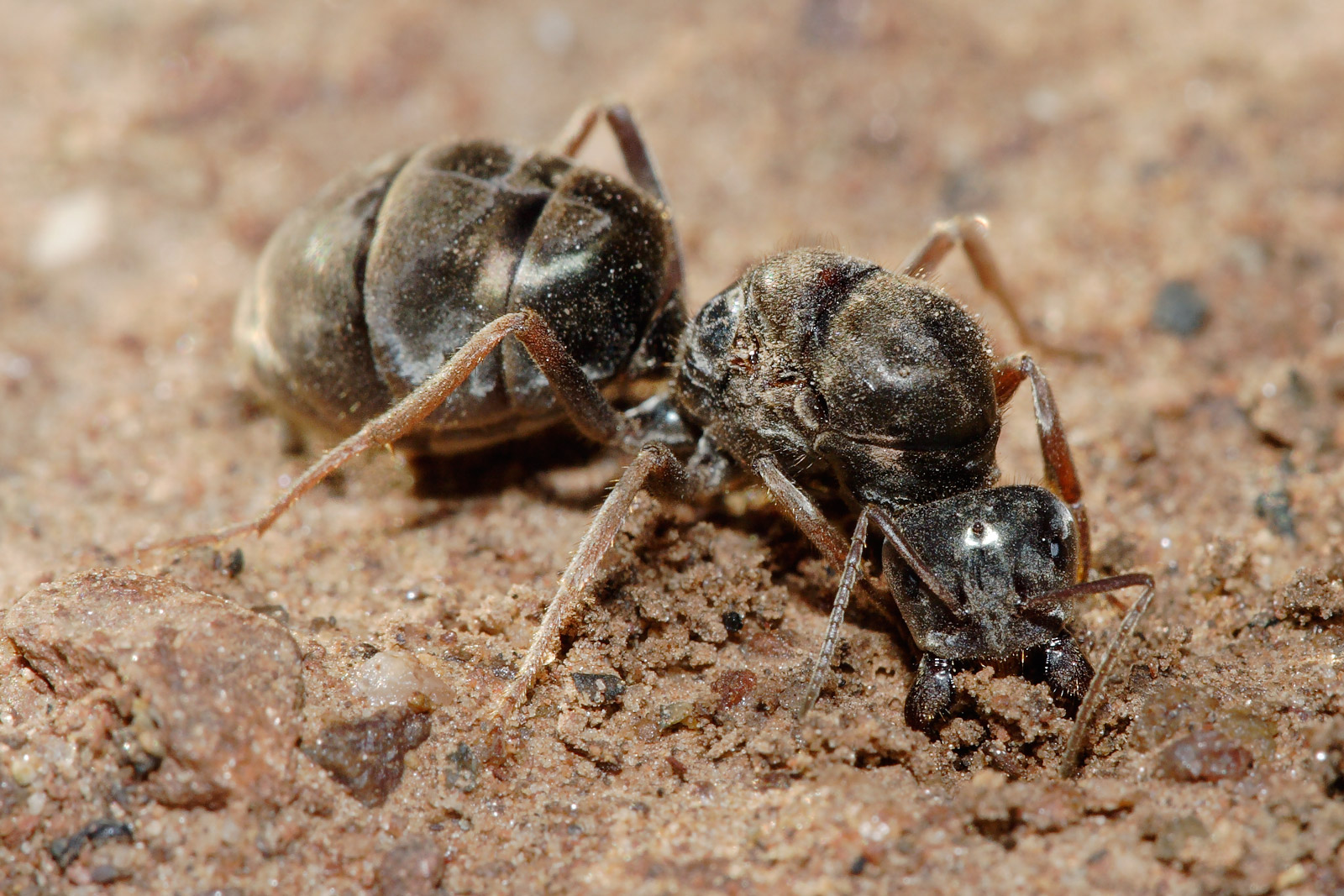
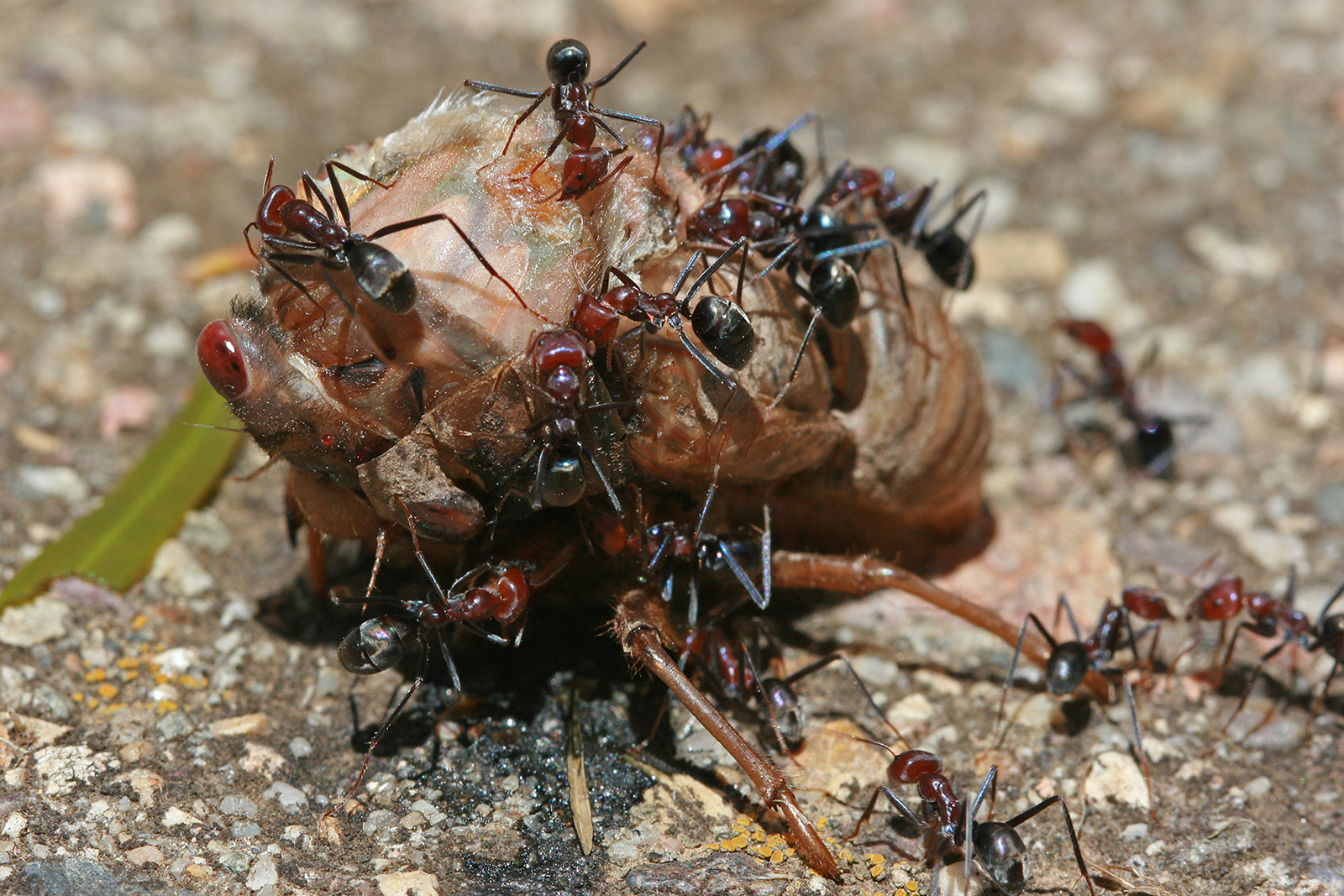
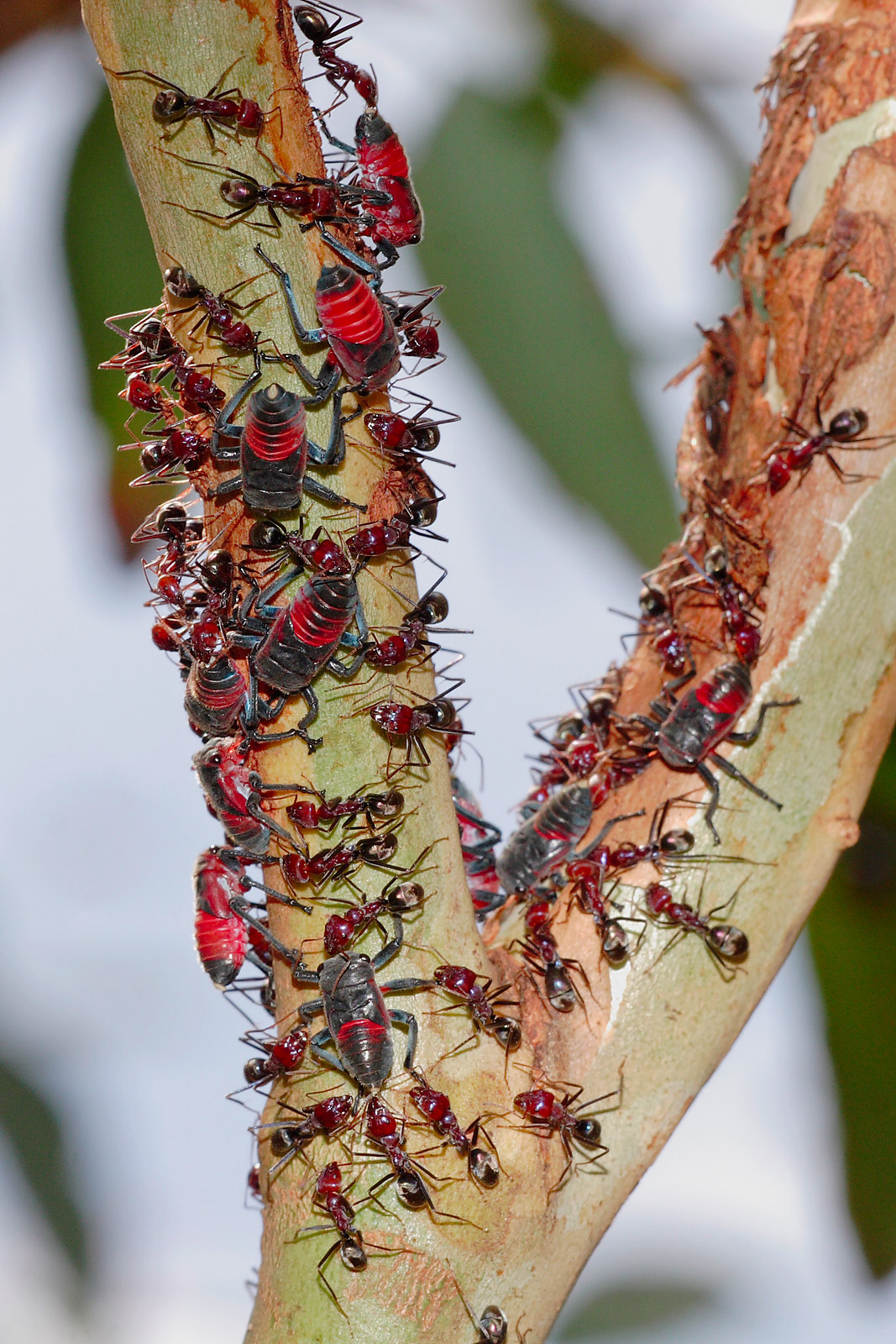
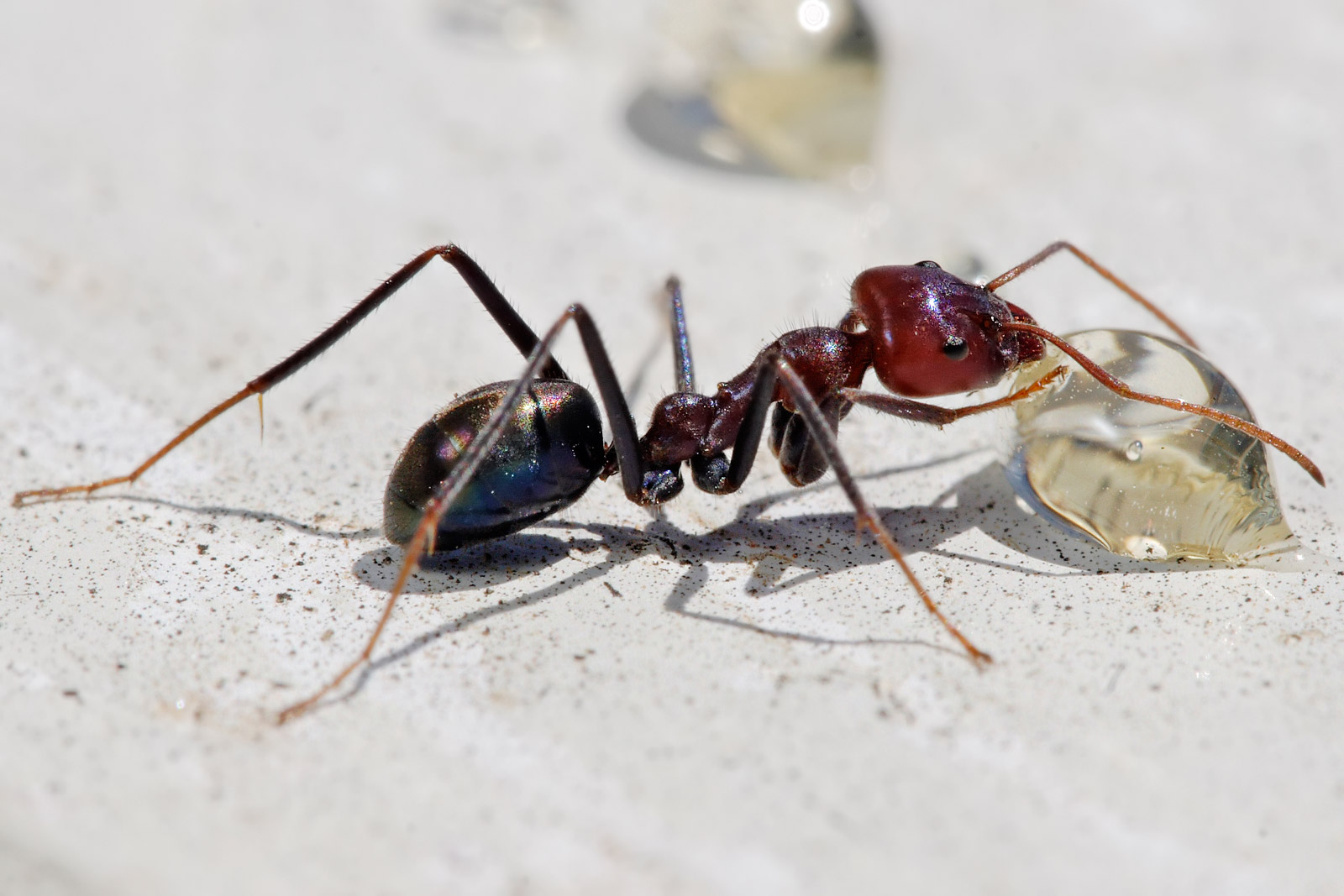